# Pandémie de Covid-19 à Mayotte
Pour la pandémie aux Comores, voir Pandémie de Covid-19 aux Comores.
La pandémie de Covid-19 atteint l'île de Mayotte, département français d'outre-mer, en mars 2020.

## Chronologie

### En mars, les 100 premiers cas
Un premier cas est identifié par l'ARS de Mayotte le 14 mars 2020 ; il s'agit d'une personne ayant séjourné dans l'Oise.
Un troisième cas, également voyageur est identifié le 17 mars. L'île entre ce jour-là en confinement comme le reste du territoire français. Avec un seul centre hospitalier pour une population de 288 926 habitants et des conditions de vie précaires (84 % de la population vit en dessous du seuil de pauvreté), l'inquiétude est grande. Comme à La Réunion, l'île est également affectée par une épidémie de dengue. 
Le 18 mars, les autorités mettent en place un dispositif de contrôle sanitaire à l'aéroport de Dzaoudzi, avec des infirmières scolaires volontaires.
La barre des 50 cas est atteinte le 27 mars.
Le trafic commercial aérien est interrompu le 28 mars, l'aéroport de Dzaoudzi est fermé pour ne plus laisser entrer de voyageurs potentiellement porteurs du virus.
Un premier décès est enregistré le 30 mars.

### En avril, plus de500 cas
La barre des 100 cas est dépassée le 1er avril.
Le 3 avril, le député Mansour Kamardine est hospitalisé et est testé positif au Covid-19 ; il a été contaminé localement.
Un deuxième décès lié au Covid-19 est annoncé le 8 avril ; tout comme dans le premier cas, la personne présentait des pathologies aggravantes.
Le constat est fait qu'il est difficile de faire respecter le confinement et les gestes barrières dans les bidonvilles où l'eau manque. 
Le 10 avril, l'ARS annonce 191 cas, dont 41 professionnels de santé ; 17 personnes sont hospitalisées dont 4 en réanimation ; 50 patients sont guéris. 
Le 11 avril, un troisième décès est déclaré.
La barre des 200 cas est dépassée le 12 avril, 203 cas sont annoncés par l'ARS.
Le 15 avril, une personne testée positive arrive des Comores par voie aérienne, où il n'y a pas de cas officiellement déclaré. Les autorités décident d'interdire toute activité nautique y compris la pêche dans le lagon, pour mieux surveiller les arrivées nocturnes de kwassa-kwassa en augmentation.
Face au développement de l'épidémie de Covid-19, un centre d'hébergement pour personnes touchées ne nécessitant pas de soins médicaux particuliers est ouvert à Dembeni.
Le 21 avril, la barre des 300 cas confirmés est dépassée avec un cumul de 311 cas depuis le 14 mars ; 42 % des personnes sont guéries. Mais l'inquiétude sanitaire grandit avec l'explosion en parallèle sur tout le territoire de l'épidémie de dengue (3 163 cas déclarés dont 12 décès depuis le début de l'année, des chiffres sous-estimés car beaucoup de personnes ne consultent plus de médecin selon l'ARS). Toutes les communes de l'île comptent au moins 5 cas de Covid-19 chacune.
Alors que le ramadam débute le 25 avril, les 325 mosquées restent fermées par arrêté préfectoral, une situation inédite dans une île à plus de 90% musulmane.
Avec 433 cas confirmés le 27 avril, Mayotte devient le territoire ultramarin français où l'épidémie est la plus élevée, devançant La Réunion.
Avec 539 cas confirmés le 30 avril, le stade 3 de l'épidémie est déclenché : le nombre de tests seront doublés, un hôpital de campagne devrait être installé.

### En mai, plus de1 000 cas
Selon le plan de déconfinement du gouvernement, l'île est classée en département rouge, l'épidémie ne cessant de progresser. Le 3 mai, 54 nouveaux cas s'ajoutent, portant à 650 le nombre de personnes recensées depuis le 14 mars.  352 d'entre elles sont cependant officiellement guéries. 31 patients sont hospitalisés au CHM dont 5 en réanimation.
Dans la nuit du 2 au 3 mai, des incidents violents ont lieu à Mamoudzou entre les forces de l'ordre et des jeunes rassemblés pour des murengues en dépit du couvre-feu ; un somaco (magasin alimentaire) est pillé dans le même temps.
Dans son allocution au Sénat le 4 mai, le Premier Ministre Édouard Philippe annonce le report du déconfinement à Mayotte, un point sera fait le 14 mai. Le porte-hélicoptère Mistral, envoyé en renfort dans l'océan Indien début avril dans le cadre de l'opération Résilience, poursuit ses rotations depuis La Réunion, acheminant matériel médical et fret alimentaire.
Le 5 mai, 739 cas sont enregistrés et 3 décès supplémentaires relevés, dont le grand Imam de la mosquée de Mamoudzou, Hadj Abdourahame Ben Omar.

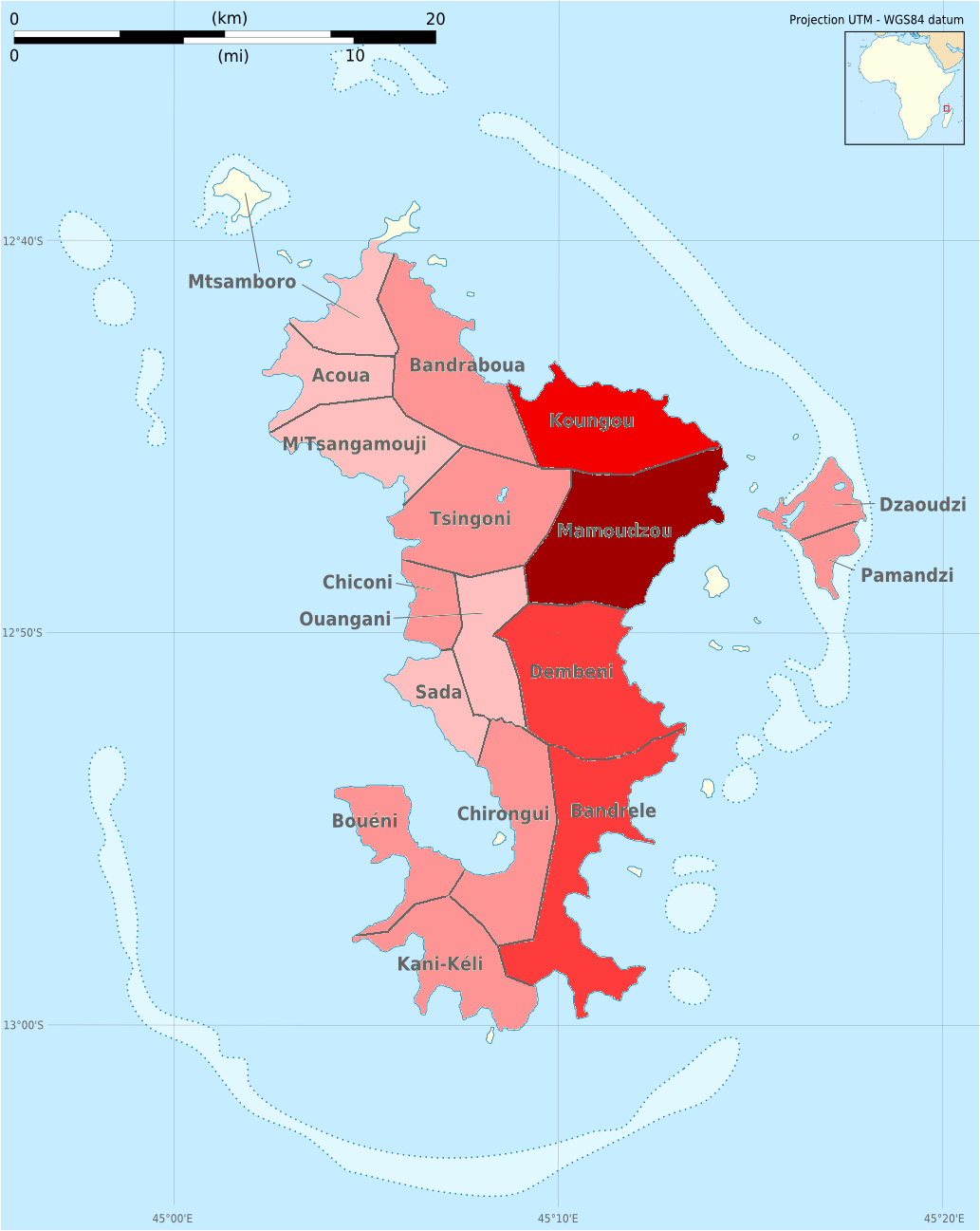
Nombre de cas confirmés par commune au 07 MAI 2020 :
1-10 cas confirmés
11–20 cas confirmés
21–50 cas confirmés
>51 cas confirmés

854 cas sont annoncés le 7 mai, confirmant l'expansion du virus ; l'ARS indique une corrélation notamment avec l'augmentation du nombre de tests effectués. 
Dans une conférence de presse le 8 mai, la directrice de l'ARS, Dominique Voynet, annonce qu'il « devient difficile de casser la chaîne de transmission » et déplore l'attitude de déni de certains Mahorais testés positifs, risquant de contaminer leur entourage (on estime qu'à Mayotte une personne peut en contaminer quasi deux). Les quartiers les plus pauvres de Mamoudzou sont les plus touchés par la maladie, mais celle-ci est présente dans chacune des communes. Pour préparer l'arrivée du pic attendu le 20 mai, sept évacuations sanitaires de patients en réanimation hors Covid-19 sont dirigées vers La Réunion, afin de libérer des lits. Mais un de ces patients deux fois testé négatif à Mayotte est finalement testé positif à La Réunion.
Le 10 mai, la barre des 1 000 cas est franchie. Des moyens supplémentaires doivent être mis en place : installation de 10 lits supplémentaires en réanimation, renfort de 80 soignants, objectif de 1 000 tests quotidiens, tandis que les évacuations sanitaires se poursuivent vers La Réunion.
Le 13 mai, deux nouveaux décès sont enregistrés. Le 16 mai, deux décès supplémentaires sont à déplorer, portant à 18 le nombre de décès depuis le début de l'épidémie.
Le 16 mai, 1 312 cas sont comptabilisés à cette date.  L'ARS s'engage financièrement à accroître l'accès à l'eau potable par l'installation de bornes fontaines monétiques, de rampes de distribution d'eau et en faisant ouvrir un point d'eau dans les établissements recevant du public. Les évacuations sanitaires de patients Covid et hors Covid se poursuivent vers La Réunion.
Le 18 mai, un premier pas vers le déconfinement est fait avec la réouverture des petits commerces, à l'approche de la fin du ramadam. 
Le 19 mai, la ministre des Outre-mer, Annick Girardin, arrive à Mayotte pour un séjour de deux jours avec des renforts médicaux (16 personnes dont des épidémiologistes), ainsi que 850 000 masques, 9 respirateurs artificiels, un automate de tests afin d'augmenter le nombre de tests qui s'élève à plus de 5700 depuis le début de l'épidémie. Du matériel médical supplémentaire est attendu. Au même titre que les étudiants ultramarins, les étudiants mahorais vivant en métropole, pourront bénéficier d'un tarif de 460 € afin de rentrer à Mayotte en passant par La Réunion, un pont aérien étant mis en place entre les deux îles. Un vol spécial sera prévu pour les Mahorais bloqués à Dubaï et à La Réunion et les Réunionnais en attente à Mayotte pourront rentrer par ce même vol. L'ARS annonce que 12 patients atteints du Covid-19 présentant des facteurs aggravants ont été évacués à La Réunion, l'un d'entre eux arrivé le 9 mai y décède le 20 mai. Un avion sanitaire spécial loué pour trois mois assurera une liaison quotidienne. 11 patients sont actuellement en réanimation à Mayotte, 894 des 1 475 cas sont considérés guéris, 19 personnes sont décédées.
Le 22 mai, la barre des 1 500 cas est franchie, avec 1 521 cas déclarés.
Le 31 mai, 107 personnes de la prison de Majicavo sont testées positives. En mai il y avait 1 332 nouveaux cas et 19 décès, portant le nombre de cas à 1 871 dont 23 décès.

### En juin, plus de1 900 cas
Le 1er juin, 45 personnes supplémentaires de la prison se rajoutent. Le nombre total de personnes contaminées s'élève à 1934 dont plus des trois-quarts sont annoncées guéries. Cependant, 24 personnes sont décédées à ce jour.
Les 2 000 cas sont dépassés le 4 juin. Le dépistage est ralenti par le manque de réactifs nécessaires aux tests.
Deux nouveaux foyers de contamination sont relevés, au centre de dialyse de Maydia et chez les pompiers de Longoni. 
Le 10 juin, une 28e personne est décédée. 2 226 cas sont enregistrés.
Le 15 juin, sur les 2 310 cas dénombrés, 2058 sont officiellement guéris. Le nombre de nouveaux cas quotidiens semble diminuer. 
À partir du 24 juin, les vols commerciaux reprennent peu à peu entre La Réunion et Mayotte mais les voyageurs sont soumis à des motifs impérieux.
En juin il y avait 732 nouveaux cas et douze décès, portant le nombre de cas à 2 603 dont 35 décès.

### En juillet, plus de2 600 cas
Au 3 juillet, 2 661 cas sont enregistrés, le virus circule toujours. 28 personnes sont hospitalisées à Mayotte et 13 autres personnes sont suivies à La Réunion. On estime à 2375 le nombre de guérisons.
Le Service de santé des armées quitte Mayotte pour rejoindre la Guyane où la situation sanitaire s'aggrave.
En juillet il y avait 359 nouveaux cas et quatre décès, portant le nombre de cas à 2 962 dont 39 décès.

### En août, plus de3 000 cas
En août il y avait 339 nouveaux cas et un décès, portant le nombre de cas à 3 301 dont 40 décès.

### En septembre, plus de3 700 cas
En septembre il y avait 478 nouveaux cas et deux décès, portant le nombre de cas à 3 779 dont 42 décès.

### En octobre, plus de4 000 cas
En octobre il y avait 649 nouveaux cas et deux décès, portant le nombre de cas à 4 428 dont 44 décès.

### En novembre, plus de5 000 cas
En novembre il y avait 753 nouveaux cas et cinq décès, portant le nombre de cas à 5 181 dont 49 décès.

### En décembre, près de5 900 cas
En décembre il y avait 709 nouveaux cas et six décès, portant le nombre de cas à 5 890 dont 55 décès.

### En janvier 2021, plus de8 000 cas
En janvier il y avait 2 341 nouveaux cas et six décès, portant le nombre de cas à 8 231 dont 61 décès.

### En février 2021, plus de100 morts
En février il y avait 8 630 nouveaux cas et 48 décès, portant le nombre de cas à 16 861 dont 109 décès.

### En mars 2021, plus de19 000 cas
En mars il y avait 2 629 nouveaux cas et 53 décès, portant le nombre de cas à 19 490 dont 162 décès.

### En avril 2021, plus de20 000 cas
En avril il y avait 604 nouveaux cas et huit décès, portant le nombre de cas à 20 094 dont 170 décès.

### En mai 2021, plus de170 morts
En mai il y avait trois décès, portant le nombre de décès à 173. Au 12 mai le nombre total de cas était de 20 176.

### En juin 2021, plus de30 000 vaccinés
En juin il y avait un décès, portant le nombre de décès à 174. Le nombre d'inoculations est de 72 097 ; 30 535 personnes sont vaccinées.

### En juillet 2021, plus de40 000 vaccinés
En juillet le nombre de décès était inchangé. Le nombre d'inoculations est de 96 251 ; 41 458 personnes sont vaccinées.

### En août 2021, plus de66 000 vaccinés
En août il y avait un décès, portant le nombre de décès à 175. Le nombre d'inoculations est de 100 416 ; 66 627 personnes sont vaccinées.

### En septembre 2021, plus de90 000 vaccinés
En septembre il y avait quatre décès, portant le nombre de décès à 179. Le nombre d'inoculations est de 209 280 ; 90 224 personnes sont vaccinées.

### En octobre 2021, plus de110 000 vaccinés
En octobre il y avait six décès, portant le nombre de décès à 185. Le nombre d'inoculations est de 251 645 ; 113 864 personnes sont vaccinées.

### En novembre 2021, près de130 000 vaccinés
En novembre le nombre de décès est resté à 185. Le nombre d'inoculations est de 276 041 ; 129 029 personnes sont vaccinées.

### En décembre 2021, aucun décès dû au coronavirus
En décembre le nombre de décès est resté à 185.

### En 2022, deux décès dus au coronavirus
En 2022 il y avait 19 261 nouveaux cas et 2 décès, portant le nombre de cas à 41 993 dont 187 décès.

### En 2023, un décès dû au coronavirus
En 2023 il y avait 34 nouveaux cas et un décès, portant le nombre de cas à 42 027 dont 188 décès.

## Graphes
| Pour des raisons techniques, il est temporairement impossible d'afficher le graphique qui aurait dû être présenté ici. |

| Pour des raisons techniques, il est temporairement impossible d'afficher le graphique qui aurait dû être présenté ici. |